# Sesuv u tunelu Hřebeč
Sesuv u tunelu Hřebeč byl sesuvem svahu v ranních hodinách 1. dubna 2006 v severní části u východního portálu silničního tunelu Hřebeč na silnici I/35, ve stavebním kilometru 5,320–5,370.

## Geologie a geomorfologie
Oblast sesuvu leží mezi vyvýšeninou Hřebečovského hřbetu a sníženinou Moravskotřebovské kotliny, v území možných sesuvných deformací. Z geologického hlediska je hřbet tvořený kuestou křídových sedimentů, u východního portálu perucko-korycanského souvrství. V horní části stěny vystupují turonské písčité slínovce a ve spodní části cenomanské glaukonitické pískovce. Křídová souvrství leží na podloží, které tvoří permské pískovce a prachovce.

## Sesuv
Sesuv nastal po nasycení opukových a pískovcových puklin po rychlém tání sněhu, které bylo vyvoláno výrazným oteplením, a dešťovými srážkami. Současně došlo ke zvodnění svahových sedimentů pod skalním výchozem. Vliv vodního tlaku v horní části svahu a vztlak v dolní části svahu vyvolal rychlý sesuv půdy s uvolněním nestabilních skalních bloků. Sesuv o objemu 13 000 m³ zatarasil východní portál a silnici I/35. Šířka sesuvu dosahovala asi 100 m a 80 m na délku (svahová délka). Výška sesuvné stěny (její hrana) byla ve výšce cca 573 m n. m. a čelo sesuvu bylo o asi 33 m níže. Mocnost sesuvu dosahoval tři až šest metrů a v horní části až deset metrů. Při sesuvu byla stržena čtyři metry vysoká gabionová stěna, část dřevěné palisády a sklad solanky byl posunut na druhou stranu silnice. Z čela sesuvu vytékala voda.

## Sanace a monitoring

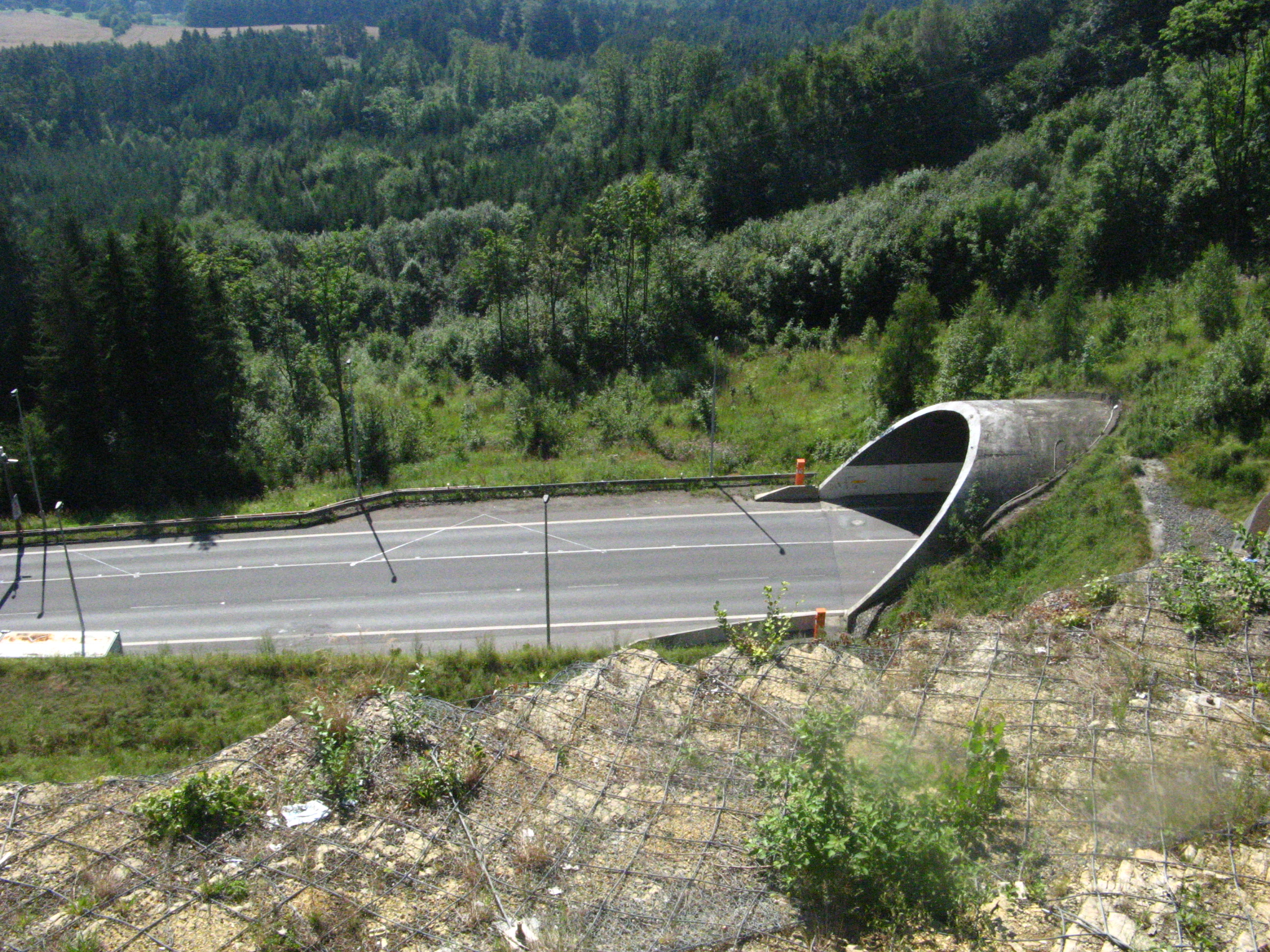
Pohled na horní část svahu zabezpečenou ukotveným pletivem

Po vyhodnocení situace odborníky z oboru geotechniky a geologie byl na svah instalován geodetický monitorovací systém, který nepřetržitě vyhodnocoval pohyb a deformaci svahu. Následujícím krokem bylo vykácení stromů, které hrozily pádem a odtěžení volných kamenů, bloků a převisů. Horní část byla zabezpečena pozinkovaným pletivem překrytým lanovými panely HEA a kotvené kotvami pět až šest metrů dlouhými. U paty stěny byla vybudována štěrková přitěžovací lavice dlouhá 75 m a vysoká v rozmezí 8,5–14,7 m, která zabezpečila odvod vody. Nad ní byla postavena stupňovitá ochranná lavice Green Terramesh z lehkého kameniva Liapor, která měla za úkol zabezpečit snadno zvětrávané glaukonické pískovce před povětrnostními vlivy. V roce 2016 byl obnoven systém monitoringu. Sanace sesuvu získala Čestné uznání poroty soutěže Dopravní stavba roku.